# Спортска гимназија Београд
Једанаеста београдска гимназија или Спортска гимназија је гимназија у Београду. Спортска гимназија је са радом почела у септембру 2002. године. Школску 2002/2003. годину настава се одвијала у два објекта, и то у згради бивше XI београдске гимназије и у згради у Улици Петра Чајковског 2а. Школа се од 2017. године налази у згради у Улици херцег Стјепана 7, на месту некадашње основне школе „Стари град”.

## Историја
Једанаеста гимназија је основана 27. септембра 1937. године указом тадашњег Министарства просвете, под називом Седма мушка реална гимназија. Прве школске године 1937/38. гимназија је била мешовита. Иако је по називу била мушка, организована су женска одељења. По броју ученика Седма мушка гимназија је била најмногобројнија у Београду. Имала је 32 одељења, 16 мушких и 16 женских, са укупно 1511 ученика. Први директор гимназије је био Мираш Кљаовић, професор, а у школи је радило 55 професора и наставника и 7 сарадника. Школске 1938/39. године од женских одељења је формирана Шеста женска реална гимназија која је била смештена у павиљонима код Аутокоманде, у близини садашњег стадиона. Седма мушка реална гимназија је од тада постала чисто мушка и као таква траје све до 1953. године. За време окупације, гимназија је била лоцирана на два места. Виши разреди (од петог до осмог) били су у згради предратне Четврте мушке реалне гимназије, на углу Тиршове улице и Војводе Мирка, а нижи разреди су били у Улици Јове Илића у згради тадашње ОШ „Бора Станковић”.
У нову зграду у Улици Грчића Миленка 71 (где се и сада налази) гимназија је пресељена 1948. године. Тада је добила назив „Руђер Бошковић”. Школске 1960/61. године Једанаеста београдска гимназија је добила велики број ученика и професора тадашње Петнаесте гимназије због укидања те школе. Тада је настао проблем недостатка простора, који је из године у годину био све већи јер се сваке школске године повећавао број ученика чија су интересовања била усмерена ка стицању гимназијских знања као основе за даље школовање. Тај проблем је био решен коришћењем објекта „Шумадија”. Адекватан и целовит простор Једанаеста београдска гимназија је добила тек када се преселила у објекат ОШ „Стеван Синђелић” пошто се ова школа преселила у нову зграду.
Током свог шездесетогодишњег рада гимназија је у периоду од 1980. до 1990. године због реформе тадашњег школског система била организована као школа за образовање производних занимања чиме је требало да се успостави чвршћа веза између образовних установа и привреде земље. Овакав концепт школе је брзо одбачен. Враћањем на стари школски систем, Једанаеста београдска гимназија је задржала своје основно опредељење: образовање ученика по програму који осигурава наставак школовања на вишем нивоу и проходност за упис на све факултете у земљи. Настава је организована на основу јединствених планова и програма за гимназије кроз смерове: природно-математички и друштвено-језички.

## Познати наставници
- Вене Богославов, математичар
- Слободан Станивук, професор филозофије

## Познати ученици
- Драгослав Бокан, редитељ и публициста
- Ђорђе Драгојловић, певач групе Лаки пингвини
- Драгољуб Мићко Љубичић, комичар и сатиричар
- Срђан Гојковић Гиле, оснивач, певач и гитариста групе Електрични оргазам
- др Мило Ломпар, редовни професор Филолошког факултета Универзитета у Београду
- Драгомир Михајловић Гаги, југословенски и српски гитариста
- Маријана Мићић, водитељка и глумица
- Милан Младеновић, певач и гитариста београдске рок групе Екатарина Велика
- Милутин Петровић, редитељ, редовни професор на Академији уметности у Београду
- Драгомир Петронијевић, економиста и политичар
- Миленко Савовић, кошаркаш
- Љубодраг Дуци Симоновић, југословенски и српски кошаркаш, филозоф, теоретичар спорта, књижевник и књижевни критичар
- Александра Мељниченко Николић, некадашња манекенка и певачица групе Моделс